# Usages de Barcelone

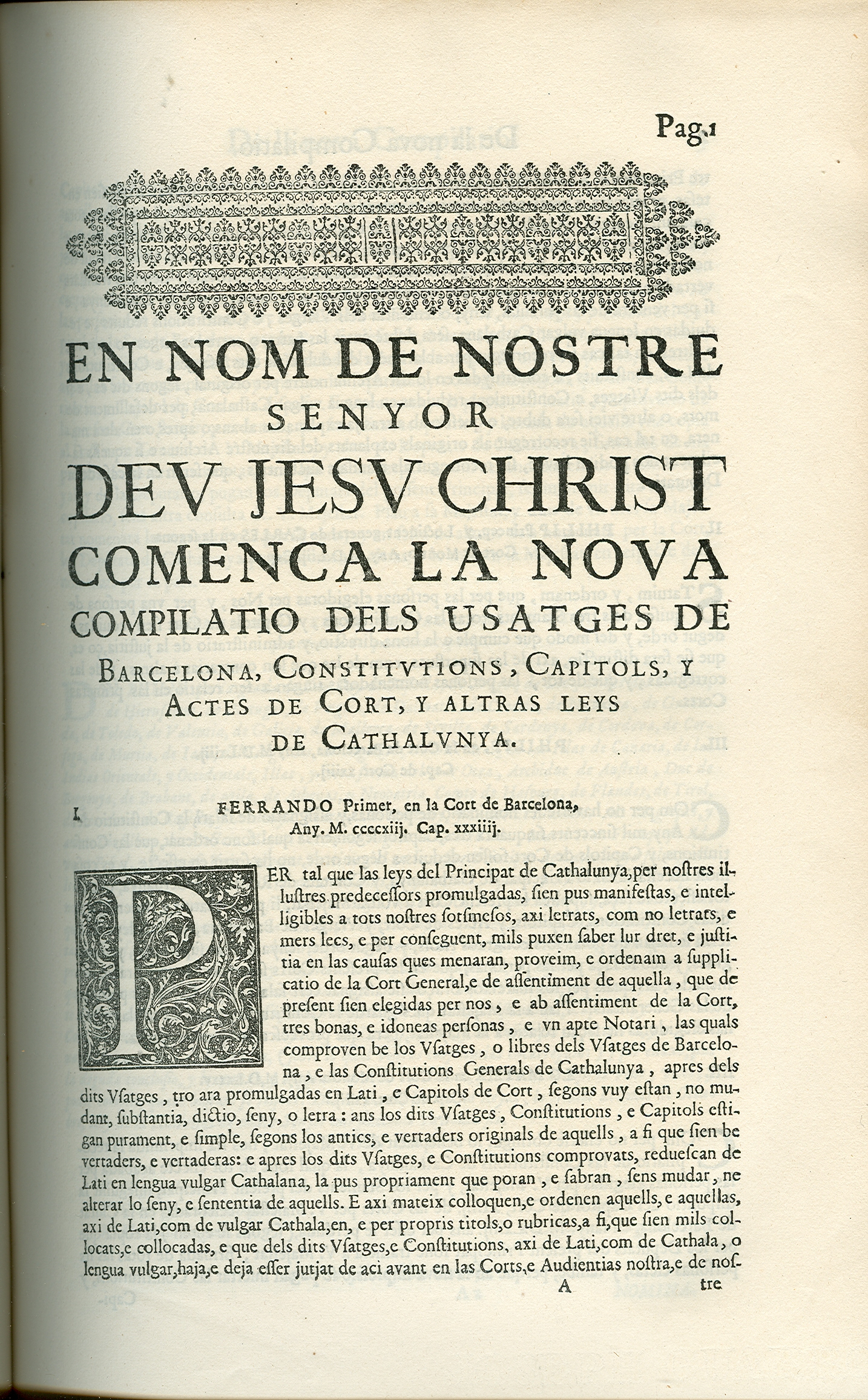
Compilation des Usages

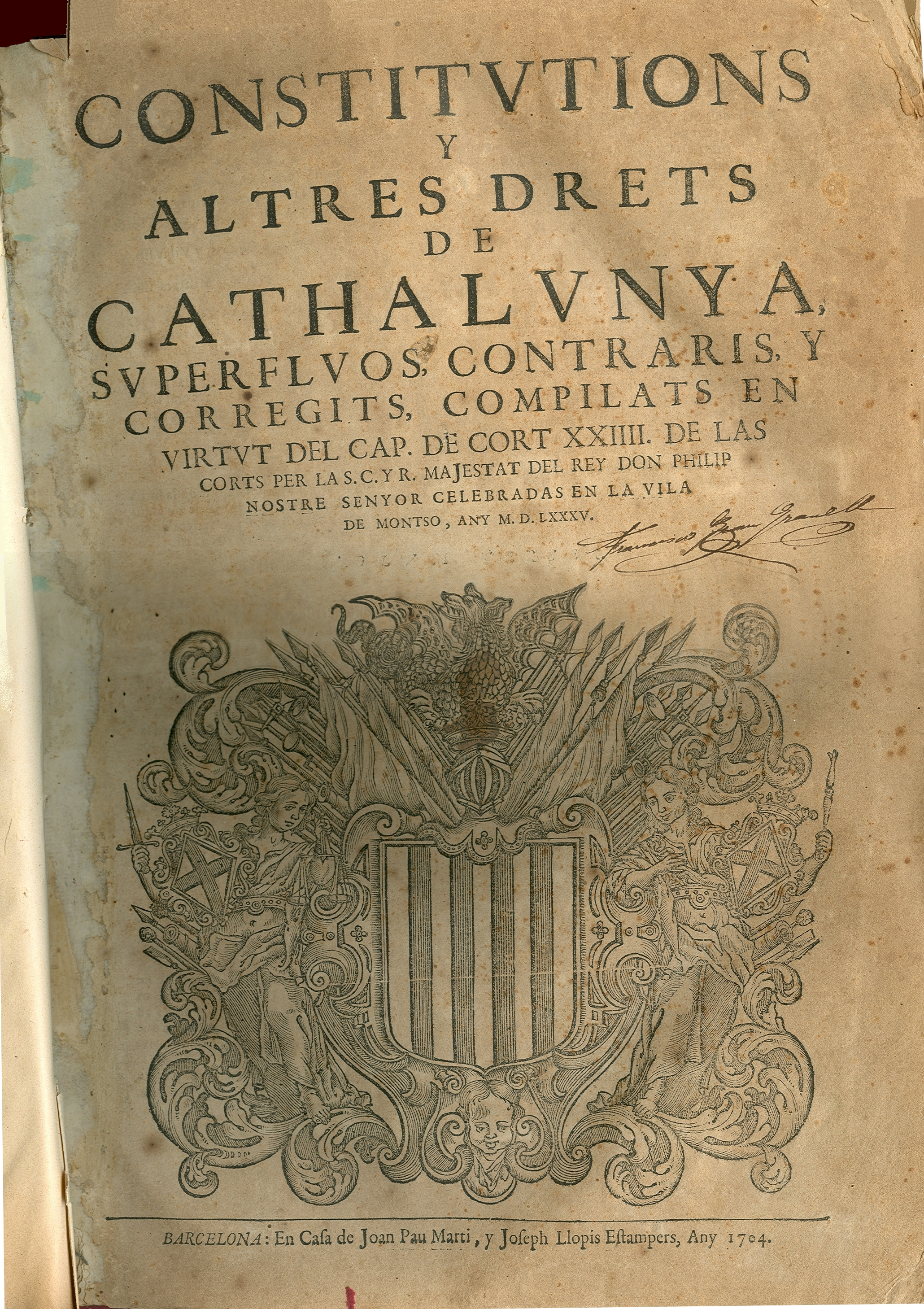
Constitutions catalanes, 1535

Les Usatges (que l'on peut traduire comme usages) sont les us et  coutumes qui forment la base du droit catalan. Historiquement, le droit commun dans l'Ancienne Catalogne (Catalunya Vella) se fondait sur ces Usages de Barcelone qui eurent une influence décisive sur le Droit catalan. Une des plus anciennes compilations écrites des Usages de Barcelone, date de l'année 1173 (époque du règne d'Alphonse II). De plus, entre les années 1170 et 1195, plusieurs textes furent compilés dont (Usatici Barchinonae ; Liber feudorum maior ; Gesta Comitum Barchinonensium) en recevant ainsi la qualification des trois monuments de l'identité politique catalane. 

## Présentation
Les Usatges de Barcelone ont commencé à être compilés, à partir du XIIe siècle. On compilait des textes de diverses origines : sentences de la cour comtale, fragments du droit romain et du  droit wisigothique, droit canonique et par-dessus tout, la compilation réalisée au XIe siècle par Raimond-Bérenger Ier. 
Bien que, traditionnellement, on attribue la promulgation des Usatges à Raimond-Bérenger Ier ; selon R. d'Abadal, l'auteur à l'origine de la compilation des Usatges aurait dû être un juriste appartenant à la cour de Raimond-Bérenger IV. Du coup, ce code aurait été écrit durant les années 1149 et 1151 dans le but de pouvoir légaliser le gouvernement de ce Comte. Cependant, il semble que la rédaction définitive eut lieu durant le règne de Jacques Ier le Conquérant. En effet, au tout début, Els Usatges concernaient uniquement le territoire appartenant au Comte de Barcelone. Mais, dès lors de son extension, Els Usatges vont s'appliquer à toute la Principauté de Catalogne où il y eut une série d’affrontements. Certains juristes prenaient parti pour la loi wisigothe (more gotico) et d’autres pour le droit romain (more romanico) et chaque groupe conduisait les procès selon l’un ou l’autre des droits, en suivant la tradition appelée « usus terrae » (fondée sur la coutume en usage localement, le sens commun et le libre arbitre du juge). Jacques Ier porta le problème devant les Corts de Catalogne en 1251 et on établit la priorité des Usatges de Barcelona, et, si cela n’était pas possible, on devait recourir aux coutumes éprouvées. Enfin, d'après le Traité de Perpignan, Els Usatges devaient être également valables en Roussillon et en Cerdagne, tout cela malgré leur détachement avec la Couronne d'Aragon. 

## Contenu
Au fil des 174 Usages qui sont présents dans la compilation définitive du code, se retrouvent des mesures provenant du Liber ludiciorum, l'interprétation (l'explication du Bréviaire d'Alaric). Il y a aussi la présence des Étymologies d'Isidore de Séville, de collectons authentiques, de préceptes de Comte, mais aussi de nombreuses décisions prises dans les Assemblées de Pau et de Trèves.

## Objectif
L'objectif des Usages de Barcelone était de pouvoir résoudre les nombreux problèmes juridiques créés lors de la nouvelle société féodale (problèmes qui n'étaient pas alors inclus dans le Liber feudorum maior, la source législative jusqu'à présent). La promulgation de ces nouvelles règles juridiques, donna l'envie au Comte de Barcelone ainsi qu'à ses juges d'avoir la possibilité d'atteindre de nouveaux objectifs. Notamment, dans un premier temps, de combler les nombreuses lacunes et l'inadéquation de la loi des Goths avec cette nouvelle situation crée par la féodalisation. Puis, également de pouvoir apporter une solution à des problèmes comme les liens féodaux-vassaux, ou encore l'émergence de la noblesse féodale. Enfin, il est clair que le but des Usages était de pouvoir réussir à un rétablissement d'une paix civile. Ainsi les nouvelles réglementations se trouvant dans ce code juridique féodal, intègrent désormais les nouvelles pratiques judiciaires, en les rendant légales.

## Influences
Les Usatges de Barcelone sont devenus ainsi la base du droit catalan et ont servi de base à d’autres droits :
- Usatges de Gérone.
- Coutumes de Lérida (LLeida).
- Coutumes de Tortosa.
- Coutumes de Perpignan
- Fors de Valence, bien que sous le nom de fors, se trouvaient réunis des usages et des constitutions.
- Franchises de Majorque.
- Chapitre d’Athènes, pour les duchés d’Athènes et Néopatrie

## Manuscrit
Durant l'époque de Raimond-Bérenger IV, le premier code juridico-constitutionnel de l'histoire fut rédigé vers le début du XIIe siècle. C'est le manuscrit le plus ancien que l’on conserve de cette période. Entre les XVe et XVIIIe siècles, on compila divers textes du droit catalan ; les Usatges de Barcelone y figuraient toujours avant les constitutions, bien que celles-ci aient eu un rang supérieur. Malgré les décrets de Nueva Planta, les Usatges restèrent en vigueur, mais furent peu à peu abolis par les nouvelles lois centralisatrices des Bourbons.

## Édition
- Joan Bastardas (editor), Usatges de Barcelona. El codi a mitjan segle XII, Barcelona: Fundació Noguera, 1984,  (ISBN 8439830858)